# Prolonguripes giganteus
Prolonguripes giganteus är en insektsart som beskrevs av Desutter-grandcolas 1997. Prolonguripes giganteus ingår i släktet Prolonguripes och familjen syrsor. Inga underarter finns listade i Catalogue of Life.